# 안겔리카 야쿠보프스카
안겔리카 야쿠보프스카(폴란드어: Angelika Jakubowska, 1989년 4월 30일 ~ )는 폴란드의 미인 대회 우승자이다. 2008년 미스 폴란드 우승자이며 미스 유니버스 2009, 2009년 미스 인터내셔널에서 폴란드 대표로 참가했다.